# Président de la république du Suriname
Le président de la république du Suriname (en néerlandais : President van de Republiek Suriname) est le chef d'État et de gouvernement du Suriname depuis l'indépendance du pays le 25 novembre 1975.
La titulaire actuelle est Jennifer Geerlings-Simons, depuis le 16 juillet 2025, élue au scrutin indirect par l'Assemblée nationale le 6 juillet 2025.
La résidence officielle du président est le palais présidentiel, situé dans la capitale, Paramaribo.

## Système électoral
Le Suriname fait partie des rares pays possédant un régime parlementaire doté d'un chef de l'exécutif fort à la fois chef de l'État et du gouvernement mais élu au scrutin indirect par le parlement pour un mandat concomitant au sien. À la suite de chaque élections législatives, l'Assemblée nationale élit le président de la République avec le vice-président à la majorité qualifiée des deux tiers. Les candidats doivent être âgés d'au moins trente ans, avoir la nationalité et avoir résidé au Suriname les six dernières années. Si aucun d'entre eux ne réunit le nombre requis de voix après deux tours de scrutin, l'Assemblée ainsi que les Conseils des 10 districts et des 63 municipalités du pays se réunissent en Assemblée populaire unie (Verenigde Volksvergadering) pour élire un candidat à la majorité relative,.